# مصطفی عدل
سیدمصطفی عدل ملقب به منصورالسلطنه (۱۲۶۱ – ۲۱ تیر ۱۳۲۹) حقوقدان و سیاستمدار ایرانی بود. وی از نخستین استادان حقوق ایران بود که در پی‌ریزی دادگستری نوین ایران در دوران رضاشاه از جمله تدوین قانون تجارت و قانون مجازات عمومی نقش مهمی را ایفا کرده و دو بار وزیر فرهنگ و دو بار وزیر دادگستری (عدلیه) در دوره پهلوی اول بود، همچنین ریاست صدمین دوره اجلاسیه شورای جامعه ملل را نیز عهده‌دار شد. وی در دوران نخست وزیری ساعد سرپرستی وزارت کار را بر عهده داشت.

## زندگی
پدر منصورالسلطنه عدل، حاج میرزا ابراهیم‌خلیل، مُلقّب به رُکن‌العداله به شغل قضاوت اشتغال داشت و مدتی ریاست دیوان‌خانه خراسان با او بود. پدربزرگش حاج سید حسین شنب‌غازانی از بزرگان تبریز بود. خانواده پدری عدل از تاجران و علما بودند و در بازار تبریز اشتغال داشتند. هنوزهم «تیمچه حاج سید حسین» و چند تیمچه دیگر از آثار این خانواده باقی است. مادر منصورالسلطنه دختر میرزا احمد مجتهد تبریزی و دایی او میرزا جواد آقا از علما و فقهای طراز اول آذربایجان بودند.
عدل تحصیلات ابتدایی و مقدماتی را در تبریز انجام داد و سپس عازم مصر شد و دوره متوسطه را در آنجا گذرانید. بعد در دانشگاه پاریس در رشته حقوق ثبت نام کرد و درجه لیسانس گرفت. در ۱۲۸۲ به ایران بازگشت و در وزارت امور خارجه استخدام شد.
عدل در وزارت عدلیه مراحل ترقی را پیمود و در امرداد ۱۲۸۹ که محمدحسین دبیرالملک به وزارت عدلیه منصوب شد به معاونت آن وزارتخانه رسید. در کودتای ۱۲۹۹ در کابینه صد روزه سید ضیاءالدین طباطبائی به کفالت وزارت عدلیه منصوب شد. در ۲۷ خرداد ۱۳۰۱ که مشارالسلطنه در کابینه قوام‌السلطنه وزیرعدلیه شد، منصورالسطنه را معاون خود کرد. با استعفای مشارالسلطنه، منصورالسلطنه کفیل وزارت عدلیه شد و سرپرستی این وزارتخانه را به عهده گرفت.
از جمله لوایحی که منصورالسلطنه در مقام کفیل وزارت عدلیه مجلس برد، لایحه ای بود که مدیران جرائد و ناشران کتب را ملزم می‌کرد پیش از چاپ هر نوشته‌ای مربوط به دین اسلام و مسائل مذهبی، آن نوشته به وزارت معارف برود تا ناظری که دو مجتهد جامع‌الشرایط تأییدش کرده باشند، آن نوشته را بررسی کند و اجازه نشر بدهد. این لایحه همچنین قانون جزای عرفی را لغو می‌کرد که مشیرالدوله چند سال قبل که مجلس تعطیل بود، وضع کرده و به اجرا درآورده بود. اما کمیسیون عدلیه مجلس، درخواست لغو این قانون را در صلاحیت دولت ندانست و آن را از لایحه حذف کرد.
پس از کنار رفتن کابینه قوام‌السلطنه در پنجم بهمن ۱۳۰۱ که مستوفی‌الممالک سر کار آمد و مرتضی خان ممتازالملک را وزیر عدلیه کرد، منصورالسلطنه همچنان معاون وزیر عدلیه باقی ماند. او در این سمت همچنین قوانین مهمی مانند قانون ثبت اسناد و قانون مرور زمان را تهیه و به تصویب رسانیده، به اجرا گذاشت.
در پی تصویب قانون لغو القاب در سال ۱۳۰۴ منصورالسلطنه از آنجا که پدرش به رکن‌العداله و عمویش عدل‌الملک لقب داشت و خانواده مادرش از علمای دین بودند، نام خانوادگی خود را عدل نهاد. 
در تشکیلات نوین عدلیه که در سال ۱۳۰۶ علی اکبر داور بنیاد نهاد، عدل به خدمت قضائی دعوت شد و با رتبه ۹ قضائی مدیر کل تهیه قوانین و احصائیه شد و قریب هشت سال در این سمت باقی و برقرار بود. او همچنین در تدوین و تصویب قانون جزای عمومی و قانون تجارت تلاش بسیاری کرد.
عدل در سال ۱۳۱۴ از وزارت عدلیه به وزارت امور خارجه انتقال یافت و سمت وزیر مختاری ایران در ژنو و نمایندگی دائمی در جامعه ملل به او تفویض شد. در همین سمت ریاست صدمین دوره اجلاسیه شورای جامعه ملل را عهده‌دار شد. در ۱۳۱۶ به ایران بازگشت و به سمت معاونت وزارت امور خارجه منصوب شد. با مرگ ناگهانی عنایت‌الله سمیعی وزیر امور خارجه در پنجم اسفند ۱۳۱۶ در آلمان، عدل کفیل وزارت امور خارجه شد و سرپرستی این وزارتخانه را به عهده گرفت تا اردیبهشت سال بعد که به وزیر مختاری ایران در ایتالیا تعیین شد و تا مهر ۱۳۲۰ در آن سمت انجام وظیفه کرد.

## ریاست دانشکده حقوق و علوم سیاسی دانشگاه تهران
پس از آنکه ارتش‌های انگلیس و شوروی در شهریور ۱۳۲۰ ایران را اشغال کردند، ایران مجبور به قطع رابطه سیاسی با ایتالیا شد. عدل را هم به تهران احضار کردند و عیسی صدیق وزیر فرهنگ وقت، او را به جای علی اکبر دهخدا به ریاست دانشکده حقوق و علوم سیاسی و اقتصاد دانشگاه تهران منصوب کرد. وی دکتر عبدالله معظمی را به معاونت خویش به جای دکتر علی شایگان برگزید.

## وزارت فرهنگ
عدل در یازدهم اسفند ۱۳۲۰ در آخرین ترمیم کابینه ذکاءالملک فروغی به عنوان وزیر فرهنگ به مجلس معرفی شد اما فروغی پس از کسب رأی اعتماد از مجلس استعفا داد. جانشین فروغی، علی سهیلی عدل را در وزارت فرهنگ ابقا کرد.

## ریاست دانشگاه تهران
تا سال ۱۳۲۱ دانشگاه تهران را وزیر فرهنگ مدیریت می‌کرد، لذا مصطفی عدل که وزیر فرهنگ بود، رئیس دانشگاه تهران هم محسوب می‌شد.

## وزارت دادگستری
در کابینه محمد ساعد مراغه‌ای که هشتم فروردین ۱۳۲۳ به مجلس معرفی شد، عدل وزیر مشاور بود. در آذر ۱۳۲۳ در کابینهٔ مرتضی قلی بیات (سهام‌السلطان) به سمت وزیر دادگستری تعیین و به مجلس شورای ملی معرفی شد. در کابینه یک‌ماهه حکیم‌الملک که در اردیبهشت ۱۳۲۴ پس از بیات نخست‌وزیر شد و در کابینه صدرالاشراف که پس از او روی کار آمد، بار دیگر وزیر مشاور بود. در سال ۱۳۲۶ مجدداً در کابینهٔ احمد قوام، ابتدا وزیر دادگستری و سپس وزیر مشاور شد. در همان سال در دولت حکیم‌الملک و سال بعد در دولت‌های عبدالحسین هژیر و محمد ساعد مراغه‌ای، سمت وزارت مشاور داشت.

## ریاست هیئت نمایندگی ایران در کنفرانس سان‌فرانسیسکو
عدل در کابینه اول ابراهیم حکیمی و کابینه محسن صدر، وزیر مشاور بود. در ۱۳۲۴ با سمت ریاست هیئت نمایندگی ایران در کنفرانس سان‌فرانسیسکو شرکت کرد و به نمایندگی از ایران، منشور سازمان ملل را امضاء کرد. او در این کنفرانس نطق مفصل و بلیغی به زبان فرانسه در مورد تخلیه ایران و پرداخت خسارات ناشی از جنگ ایران کرد و بعد در مجمع عمومی سازمان ملل متحد در نیویورک حضور به هم رسانده، دربارهٔ حقانیت ایران و حفظ استقلال و تمامیت ارضی کشور تلاش بسیار کرد.

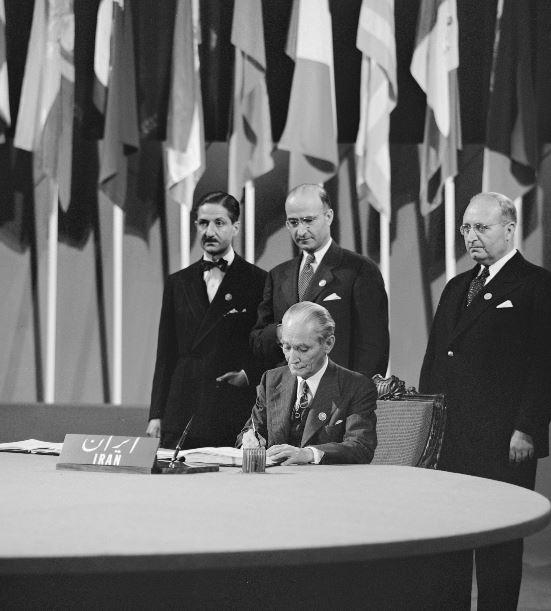
مصطفی عدل در حال امضای منشور ملل متحد در کنفرانس سان فرانسیسکو. ایستاده از راست باقر کاظمی، علی‌اکبر سیاسی و نصرالله انتظام

## مجموع سمت‌ها
- در سال ۱۳۲۸ پس از تأسیس مجلس سنا در ایران از طرف شاه به سناتوری آذربایجان انتخاب شد.
- دو بار وزیر فرهنگ
- دو بار وزیر دادگستری
- سرپرستی وزارت کار
- هفت بار وزیر مشاور در کابینه‌های ایران.
- ریاست دانشکده حقوق و علوم سیاسی دانشگاه تهران و استادی در دانشکده حقوق و علوم سیاسی تهران.
- ریاست دانشگاه تهران
- عضویت در کمسیون‌های تهیه و تدوین قوانین
- وزیر مختاری ایران در ژنو و نماینده دائمی در جامعه ملل
- ریاست صدمین دوره اجلاسیه شورای جامعه ملل
- معاونت وزارت امور خارجه
- وزیر مختاری ایران در ایتالیا

## تالیفات
- کتاب حقوق اساسی در سال ۱۳۲۷ ه‍.ق) در سیصد و پنجاه صفحه
- کتاب محشی حقوق مدنی در سالهای ۹–۱۳۰۸ (ش)(انتشارات خرسندی)
- کتاب حقوق تجارت بین‌الملل
- ترجمه قانون جزای عمومی و قانون تجارت ایران به زبان فرانسه

## درگذشت
سید مصطفی عدل، در ساعت شش و پانزده دقیقه عصر روز بیست و یکم تیر ۱۳۲۹ بر اثر بیماری سرطان درگذشت. پیکرش در آرامگاه خانوادگی عدل در جوار شاه عبدالعظیم در شهر ری تهران به خاک سپرده شده‌است. از او چهار دختر و یک پسر برجای ماند، دخترانش به ترتیب عبارت بودند از: فروغ‌الزمان همسر مرتضی‌قلی عدل طباطبایی پسر حاج عدل‌السلطنه رئیس صندوق‌خانه، شکوه‌الزمان همسر ناصر ذوالفقاری، سرورالزمان همسر دکتر محسن مظاهر پسر صدیق حضرت و هایده همسر دکتر طاهر ضیایی.